# Октябрь (Костанайская область)
Октябрь (каз. Октябрь) — упразднённое село в Наурзумском районе Костанайской области Казахстана. Ликвидировано в 2008 году. Входило в состав Наурзумского сельского округа.

## Население
В 1999 году население села составляло 79 человек (44 мужчины и 35 женщин).